# Сантана (футбольный клуб, Амапа)
«Сантана» — бразильский футбольный клуб из одноимённого города в штате Амапа. 

## История
Клуб основан 25 сентября 1955 года, домашние матчи проводит на арене «Эстадио Мунисипал де Сантана», вмещающей 5000 зрителей. «Сантана» семь раз побеждала в чемпионате штата Амапа, что делает её четвёртой по титулованности командой штата. В 2021 году клуб выступал в Серии D Бразилии. 

## Достижения
- Чемпион штата Амапа (7): 1960, 1961, 1962, 1965, 1968, 1972, 1985